# Ženskij volejbol'nyj klub Dinamo Moskva

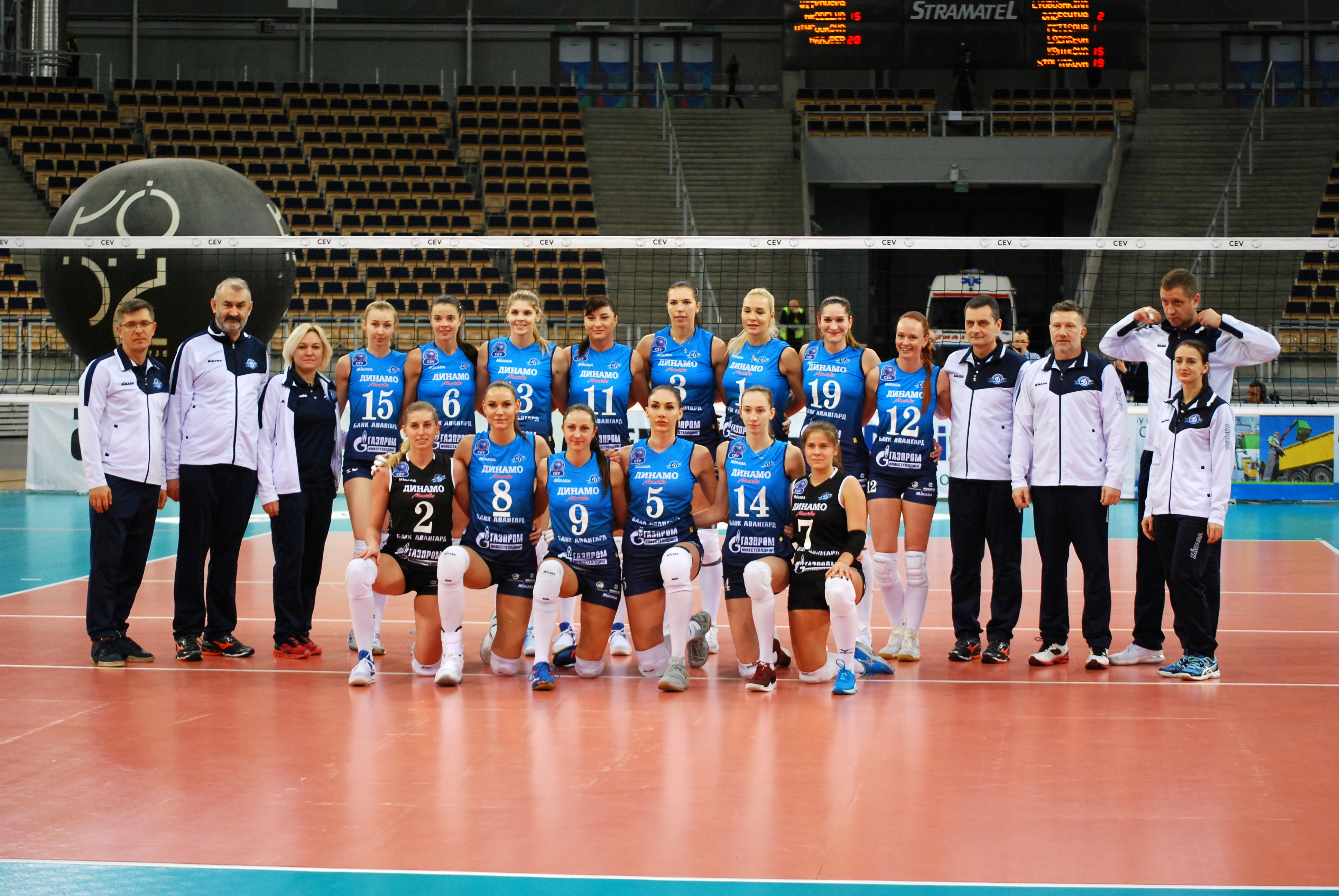
Foto risalente al dicembre 2017 della Dinamo Moskva

La Ženskij volejbol'nyj klub Dinamo Moskva (in russo "женский волейбольный клуб Динамо Москва") è una società pallavolistica femminile russa con sede a Mosca: milita nel campionato di Superliga.

## Storia
La Ženskij volejbol'nyj klub Dinamo Moskva nasce nel 1926 all'interno della polisportiva Dinamo Mosca. Dopo la nascita del campionato sovietico il club impiega oltre un decennio prima di iniziare ad imporsi, diventando per la prima volta campione nazionale nel 1947. A questo successo fanno seguito due terzi posti ed un secondo posto, sempre alle spalle della Lokomotiv Mosca. A questi anni risale il dualismo con l'altra squadra moscovita, in cui le due squadre si giocano la vittoria del campionato per ben cinque stagioni consecutive, che vedono trionfare la Dinamo in quattro occasioni. Nel 1957 le due squadre si contendono nuovamente il campionato, ma a vincere questa volta è la Lokomotiv; nella stagione successiva la Dinamo arriva seconda dietro alla Lokomotiv, rinominata come Metrostroj. Decisamente migliore la situazione nella Coppa dell'Unione Sovietica, che vede trionfare la Dinamo tre volte nelle prime quattro edizioni.
Dopo la vittoria di altri due campionati nel 1960 e nel 1962, la Dinamo cede il passo ad un'altra squadra di Mosca, il CSKA Mosca. In ambito europeo inizia il dominio in Coppa dei Campioni: ben undici vittorie in diciassette anni, fra cui la prima edizione. Tra la fine degli anni sessanta e l'inizio degli anni settanta la Dinamo vince cinque campionati, mettendosi alle spalle le due rivali concittadine. Nel 1977 vince il tredicesimo campionato sovietico, dopo il quale, però, viene oscurata dall'ascesa dell'Uraločka, che riesce a superare solo nel 1983, conquistando il quattordicesimo ed ultimo campionato sovietico, un anno dopo la quarta vittoria della coppa nazionale. Verso la fine degli anni ottanta la squadra incappa in un periodo di declino che porta alla retrocessione al termine della stagione 1988-89 e addirittura alla chiusura del club nel 1992.
Nel 2004 la Dinamo riprende la propria attività disputando subito il massimo campionato russo e raggiungendo la finale, ma deve cedere alla quattordicesima vittoria consecutiva dell'Uraločka. L'annata successiva, però, arriva la prima vittoria del campionato nazionale, ottenuta sconfiggendo in finale lo Zareč'e Odincovo, e la prima finale europea dopo i fasti dell'epoca sovietica: in Top Teams Cup viene tuttavia sconfitta dall'Asystel. 
Nella stagione successiva la formazione moscovita si conferma campione di Russia battendo in finale le rivali concittadine del CSKA Mosca e raggiunge la finale di Champions League, dove però ha la meglio il Bergamo; anche in finale di Coppa di Russia la squadra deve accontentarsi del secondo posto. Le tre stagioni successive sono segnate in campionato dal dualismo con lo Zareč'e Odincovo: i due club si affrontano in tre finali scudetto consecutive, che vedono uscire la Dinamo sconfitta per due volte e campione nella stagione 2008-09, quando la squadra raggiunge nuovamente la finale di Champions League, ma deve ancora una volta inchinarsi al Bergamo. Nel 2009 arriva però la prima vittoria della coppa nazionale, trionfo che verrà replicato anche nel 2011 e nel 2013.
A partire dalla stagione 2010-11 inizia il dominio in campionato della Dinamo-Kazan, che si protrae per un lustro, durante il quale le moscovite devono accontentarsi in tutte e cinque le edizioni della piazza d'onore. Nell'annata 2015-16 la Dinamo torna al successo, aggiudicandosi il quarto campionato russo della sua storia e iniziando a propria volta un ciclo di vittorie in campo nazionale: le moscovite si confermano campionesse di Russia anche nei campionati 2016-17 e 2017-18 e vincono anche le prime due edizioni della Supercoppa russa, tornando dopo cinque anni anche al successo in Coppa di Russia.

## Rosa 2021-2022
| N° | Nome                  | Ruolo | Data di nascita  | Nazionalità sportiva |
| -- | --------------------- | ----- | ---------------- | -------------------- |
| 1  | Marija Chaleckaja     | O     | 31 luglio 1994   | Russia               |
| 2  | Ekaterina Pipunyrova  | S     | 10 febbraio 2000 | Russia               |
| 3  | Evgenija Starceva     | P     | 12 febbraio 1989 | Russia               |
| 7  | Tat'jana Romanova     | P     | 9 settembre 1994 | Russia               |
| 8  | Natalija Hončarova    | O     | 1º giugno 1989   | Russia               |
| 9  | Ekaterina Enina       | C     | 10 maggio 1993   | Russia               |
| 10 | Marija Bibina         | L     | 26 marzo 1994    | Russia               |
| 11 | Ekaterina Bogačëva    | C     | 2 gennaio 1990   | Russia               |
| 12 | Anastasija Anufrienko | P     | 18 febbraio 1993 | Russia               |
| 13 | Irina Fetisova        | C     | 7 settembre 1994 | Russia               |
| 14 | Ekaterina Poljakova   | C     | 6 febbraio 1987  | Russia               |
| 15 | Natal'ja Chodunova    | S     | 1º luglio 1992   | Russia               |
| 16 | Jaroslava Simonenko   | S     | 27 giugno 1996   | Russia               |
| 17 | Anna Pospelova        | L     | 13 luglio 1995   | Russia               |
| 18 | Elica Vasileva        | S     | 13 maggio 1990   | Bulgaria             |
| 19 | Edina Begić           | S     | 9 ottobre 1992   | Bosnia ed Erzegovina |

## Palmarès
- Campionato sovietico: 14

1946-47, 1950-51, 1952-53, 1953-54, 1954-55, 1959-60, 1961-62, 1969-70, 1970-71, 1971-72,
1972-73, 1974-75, 1976-77, 1982-83
- Campionato russo: 6

2005-06, 2006-07, 2008-09, 2015-16, 2016-17, 2017-18
- Coppa dell'Unione Sovietica: 4

1949-50, 1950-51, 1952-53, 1981-82
- Coppa di Russia: 4

2009, 2011, 2013, 2018
- Supercoppa russa: 2

2017, 2018
- Coppa dei Campioni: 11

1960-61, 1962-63, 1964-65, 1967-68, 1968-69, 1969-70, 1970-71, 1971-72, 1973-74, 1974-75,
1976-77